# Station Chełmek Wołowski
Station Chełmek Wołowski is een spoorwegstation in de Poolse plaats Chełmek Wołowski.